# Fontalès
Fontalès est un abri sous roche et un site préhistorique du Magdalénien, qui se trouve sur la commune de Saint-Antonin-Noble-Val, dans le Tarn-et-Garonne.

## Historique
L'abri sous roche de Fontalès fut fouillé dès 1865 par Victor Brun, puis de 1936 à 1960 par Paul Darasse.

## Description
Le site a livré une séquence stratigraphique comportant plusieurs niveaux d'occupation datant du Magdalénien supérieur. Le matériel mis au jour est extrêmement riche et comprend 12 000 lames et lamelles en silex, 5 000 outils, 200 harpons en bois de renne, 20 harpons en os, 530 sagaies, 250 aiguilles à chas et 16 bâtons percés. Le site a également livré un cheval gravé sur galet ainsi quelques figures féminines schématisées.

## Protection
Le site a été classé au titre des monuments historiques en 1970.

## Galerie

Découvertes exposées au Muséum de Toulouse
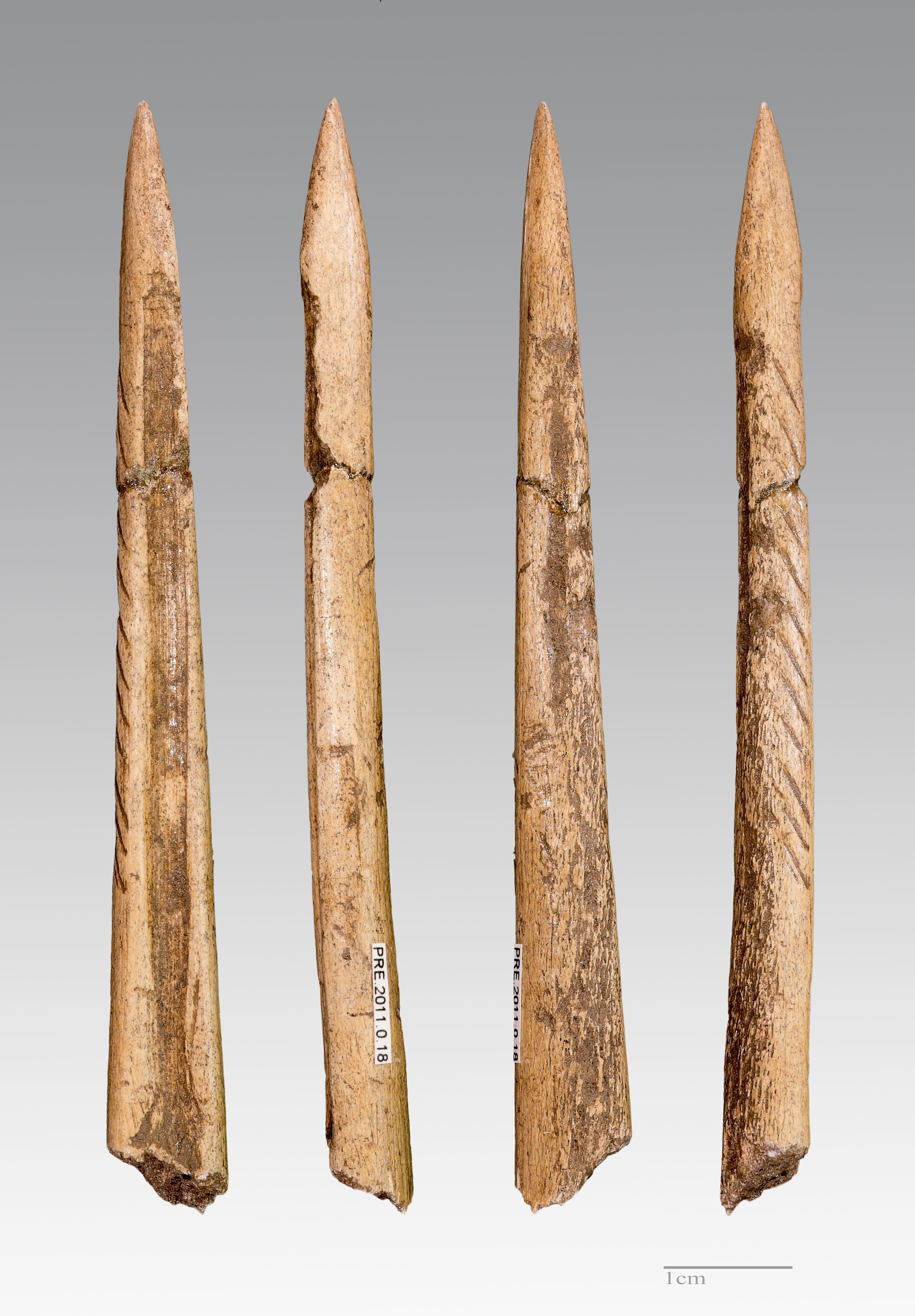
Pointes de sagaie
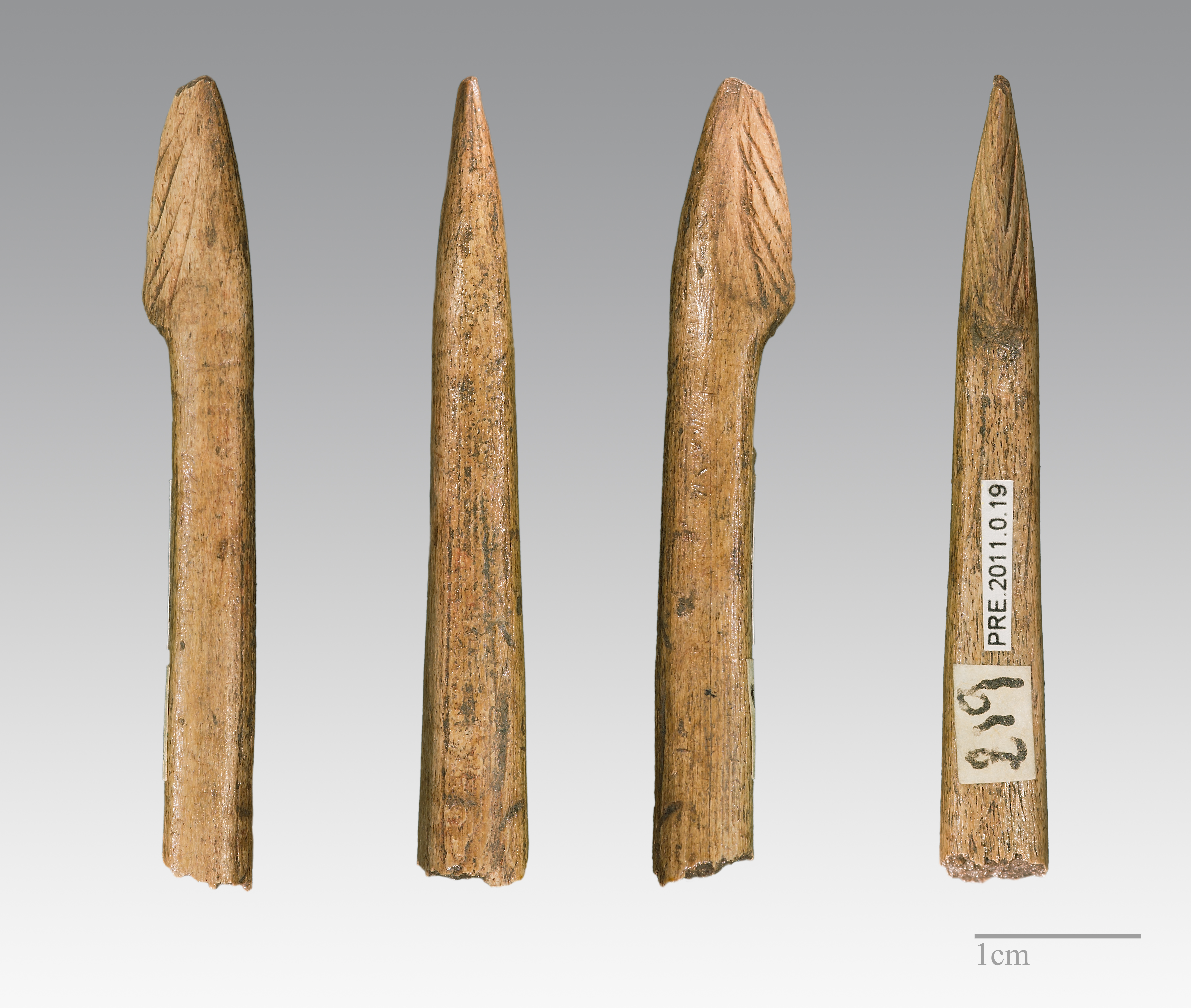
Pointes de sagaie
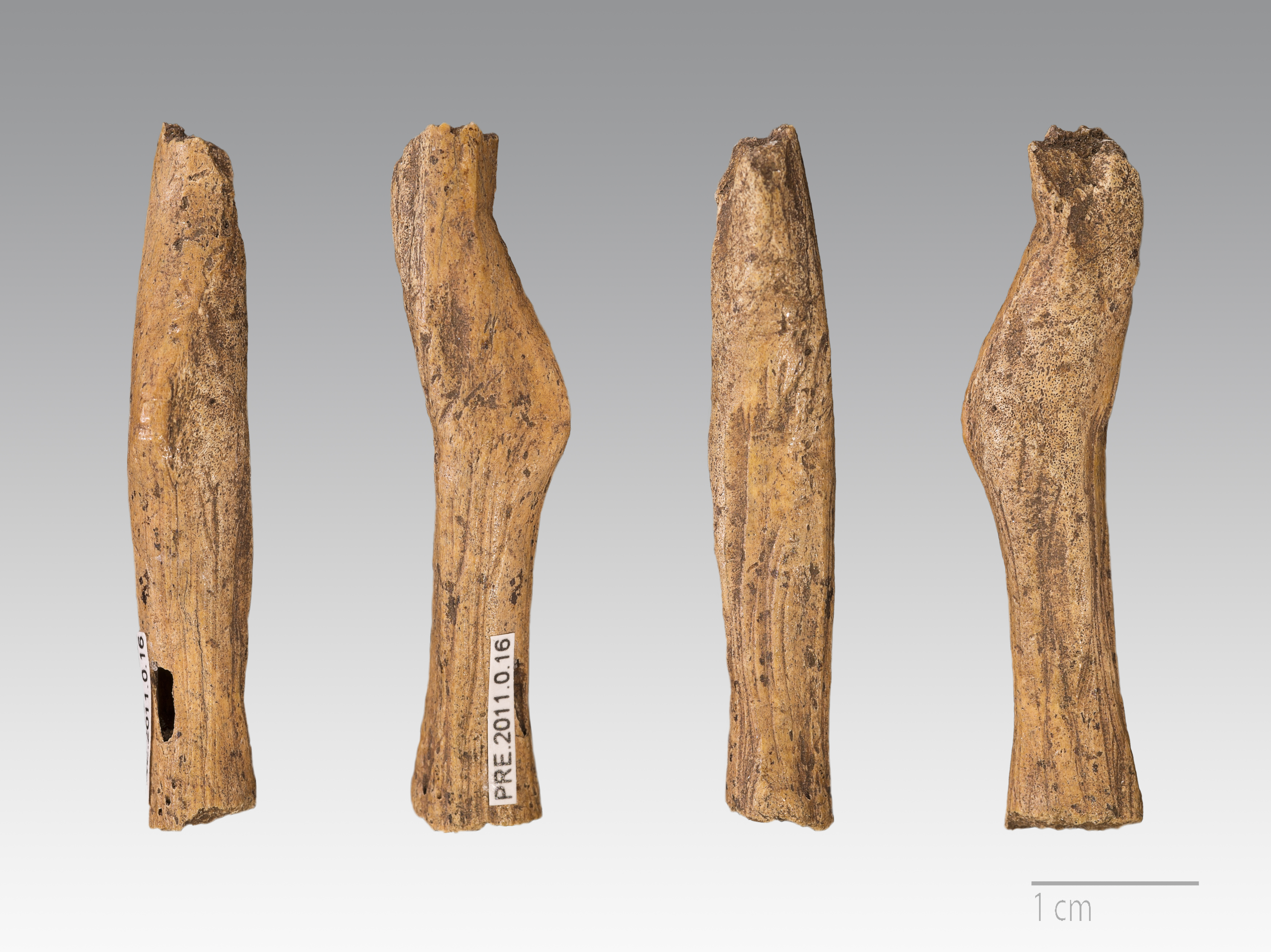
Figures féminines

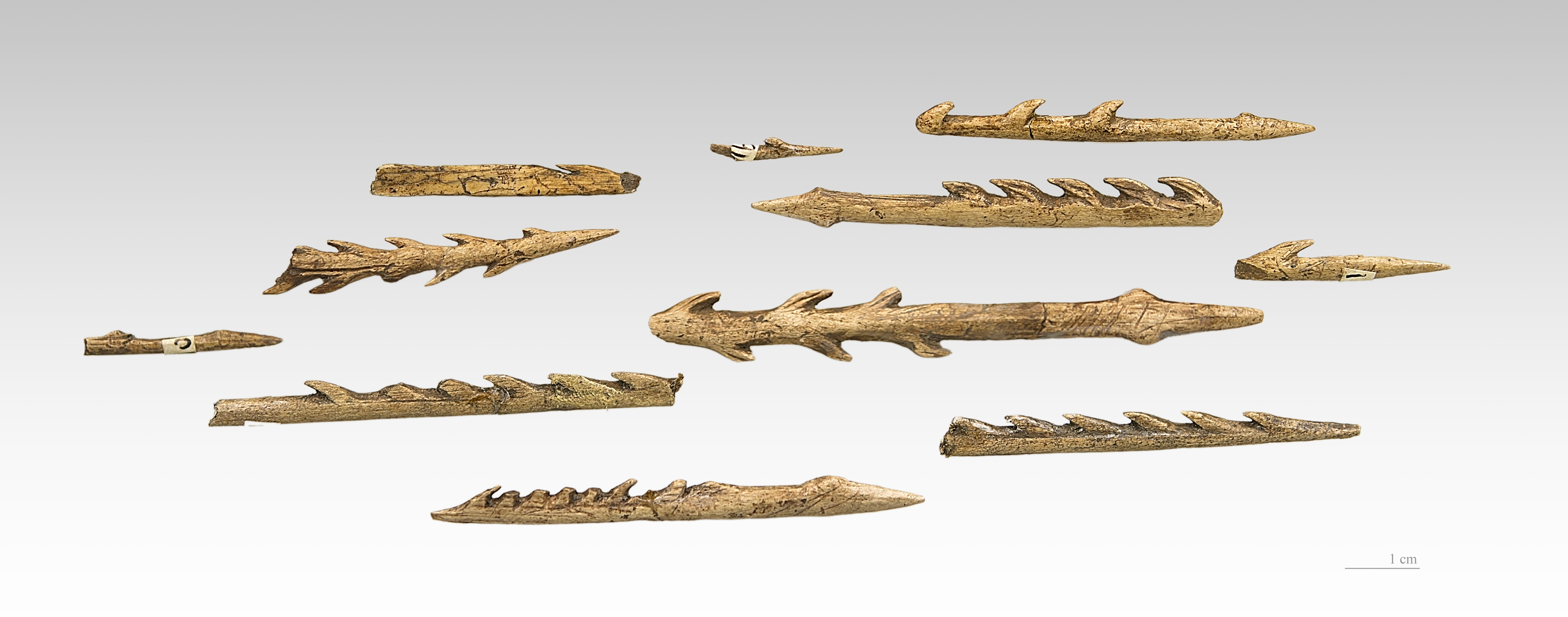
Petits harpons
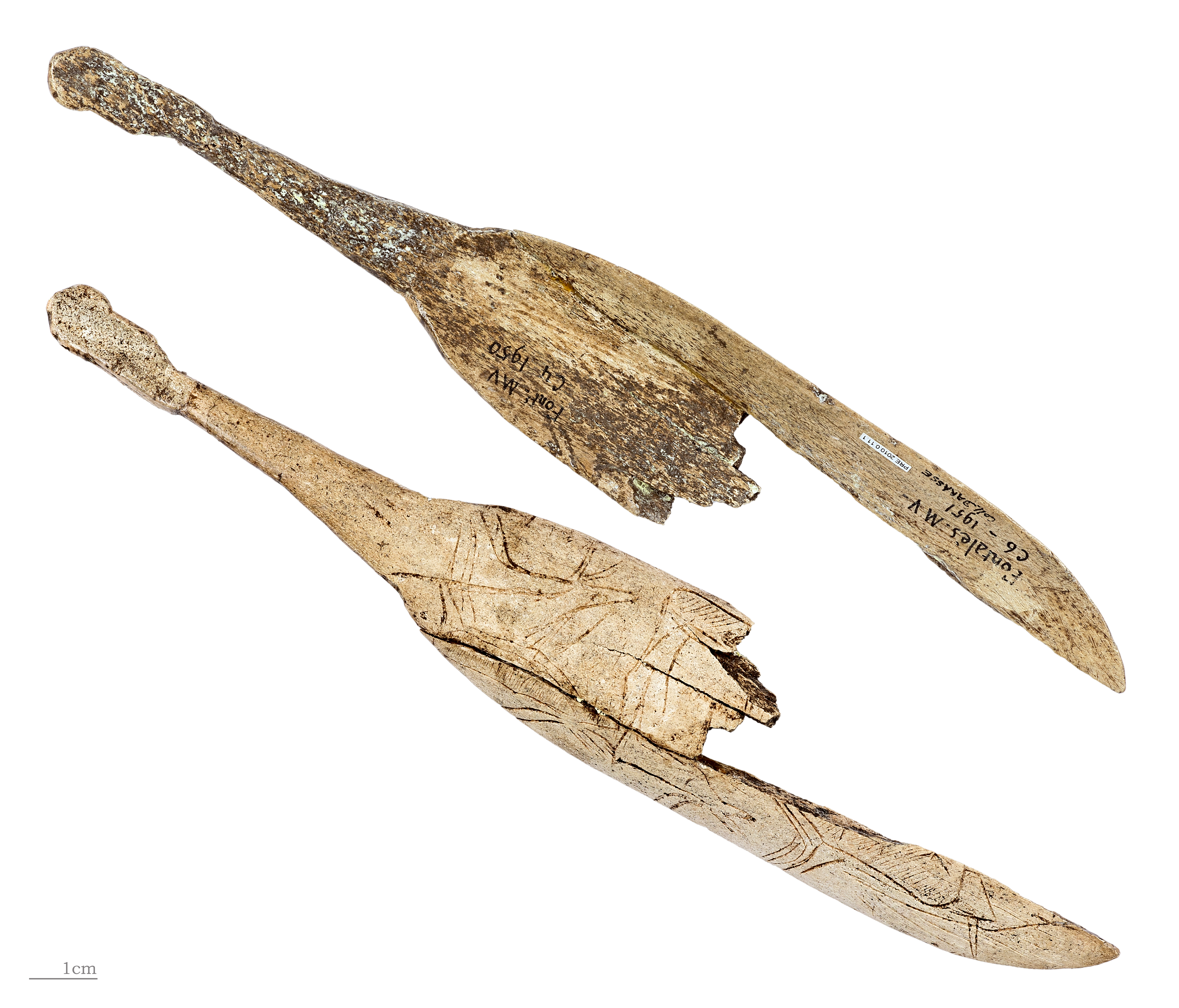
Cuillères gravées
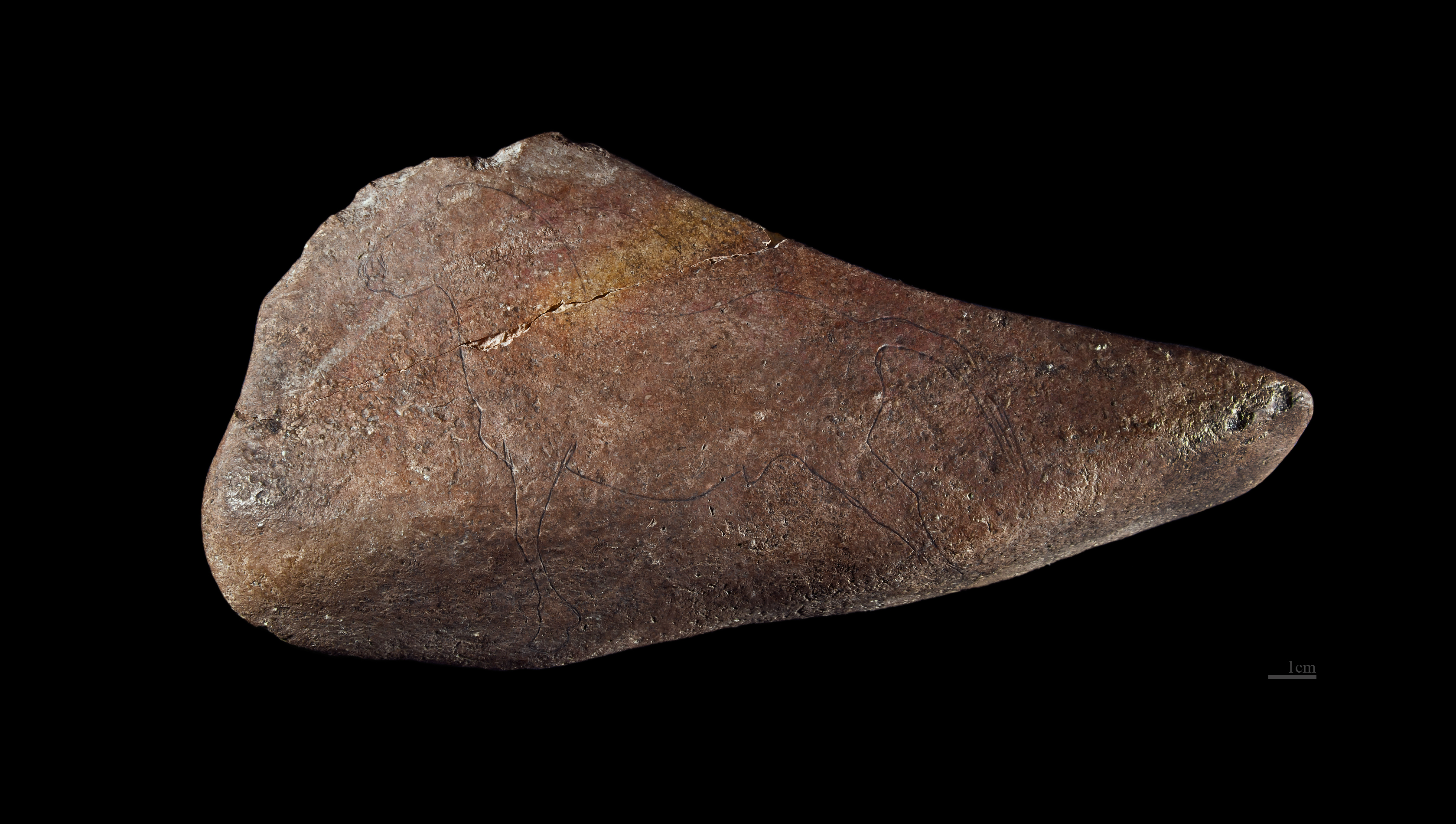
Cheval gravé sur galet